# Ludovico Fieschi
Ludovico Fieschi (Gênova, 1350 - Roma, 3 de abril de 1423) foi um cardeal do século XV.

## Primeiros anos
Nasceu em Gênova em Meados do século XIV. Dos condes de Lavagna. Seu sobrenome também está listado como Flisco. A família deu à Igreja os Papas Inocêncio IV e Adriano V; e os cardeais Guglielmo Fieschi (1244); Lucas Fieschi (1300); Giovanni Fieschi (1378); Giorgio Fieschi (1439); Niccolò Fieschi (1503); Lorenzo Maria Fieschi (1706); e Adriano Fieschi (1834). Ele foi chamado de Cardeal Fieschi.
Auditor da Sagrada Rota Romana.
Eleito bispo de Vercelli, 29 de março de 1382; em 19 de janeiro de 1387, recebeu dois vigários gerais, um para assuntos espirituais, Winandus de Alamannia, cônego de Vercelli; e o outro para os temporais, Antonio Fieschi; ele nunca foi consagrado bispo.
Criado cardeal diácono no consistório de 17 de dezembro de 1384; recebeu a diaconia de S. Adriano em janeiro de 1385. Em 7 de julho de 1385, libertou o papa Urbano VI, sitiado em Nocera, e o levou para Gênova. Nomeado administrador de Vercelli em 30 de julho de 1387. Vigário geral para os estados da Igreja, 6 de agosto de 1388; ele recuperou Angani. Participou do conclave de 1389 , que elegeu o Papa Bonifácio IX. Legado do novo papa em Gênova; ele partiu em 14 de julho de 1390; retornou a Roma em 11 de março de 1391; voltou para Gênova em 22 de maio de 1392; voltou a Roma em 4 de março de 1398. Retornou da Campagna em 27 de dezembro de 1401 e 25 de março de 1403. Cardeal protodiácono em 1403. Foi para Gênova em 3 de outubro de 1403; permaneceu até a Páscoa de 1404. Não participou do conclave de 1404 , que elegeu o Papa Inocêncio VII. Abandonou a obediência do Papa Inocêncio VII em 22 de outubro de 1404 e juntou-se à obediência do Antipapa Bento XIII em 11 de maio de 1405; juntou-se ao antipapa em Avinhão; foi confirmado administrador de Vercelli pelo antipapa em 17 de novembro de 1405. Administrador da sé de Carpentras em 31 de outubro de 1406; O antipapa Alexandre V o confirmou no cargo pouco antes de 2 de outubro de 1409; ocupou o cargo até sua morte (2) . Participou do Concílio de Perpignan, convocado pelo Antipapa Bento XIII e celebrado de 15 de novembro de 1408 a 26 de março de 1409. Após a deposição do Antipapa Bento XIII em 26 de junho de 1409, no Concílio de Pisa, aderiu à obediência do Antipapa Alexandre V. Não participou do conclave de 1409 , que elegeu o antipapa Alexandre V. Nomeado legado e vigário geral de Forli pelo antipapa Alexandre V em 10 de outubro de 1409; ele foi deposto pelo antipapa Bento XIII. Participou do conclave de 1410 , que elegeu o antipapa João XXIII. Nomeado administrador da sé suburbana de Sabina pelo antipapa João XXIII em 17 de junho de 1412. Retornou de Roma para Bolonha como legado, com o cardeal Giordano Orsini. Mais tarde, foi nomeado legado em Ferrara. Participou do Concílio de Constança. Participou do conclave de 1417 , que elegeu o Papa Martinho V. Em 3 de maio de 1418, foi para Carpentras. De Gênova, foi para Florença em 7 de outubro de 1419. Nomeado legado na Sicília; ele deixou Roma em 5 de outubro de 1420 e retornou em 4 de março de 1421.
Morreu em Roma em 3 de abril de 1423. Sepultado na capela de S. Lorenzo da catedral metropolitana de Gênova.